# Höllensteinsee
Der Höllensteinsee ist ein Stausee im Bayerischen Wald, der 1923–1926 für das Höllenstein-Kraftwerk angelegt wurde. Er liegt im Gemeindegebiet der Stadt Viechtach zwischen Viechtach und Bad Kötzting in der Gemarkung Blossersberg und staut den Schwarzen Regen bei Flusskilometer 112,4 auf einer Länge von 5,6 Kilometern bis Rugenmühle auf.

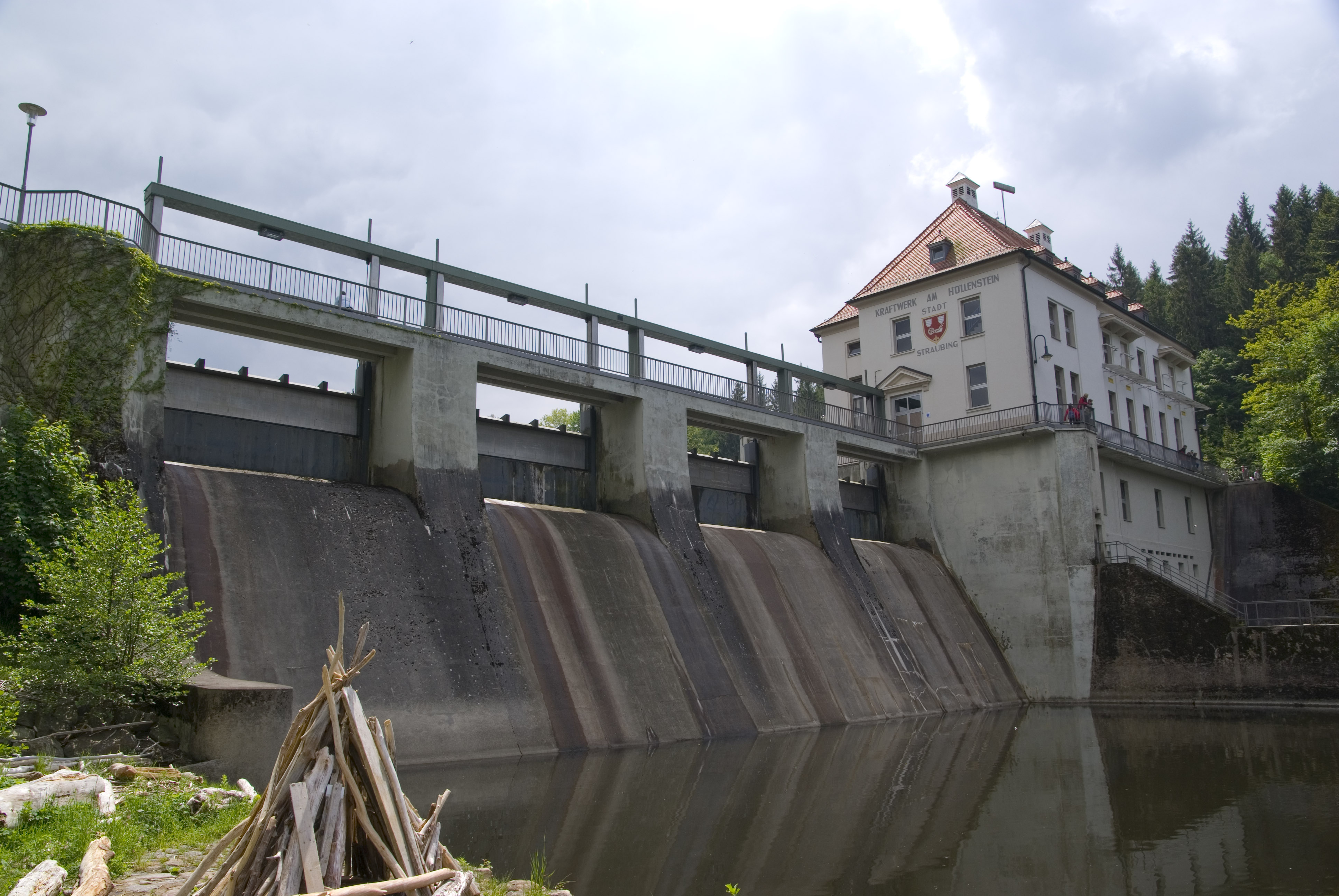
Höllensteinseekraftwerk

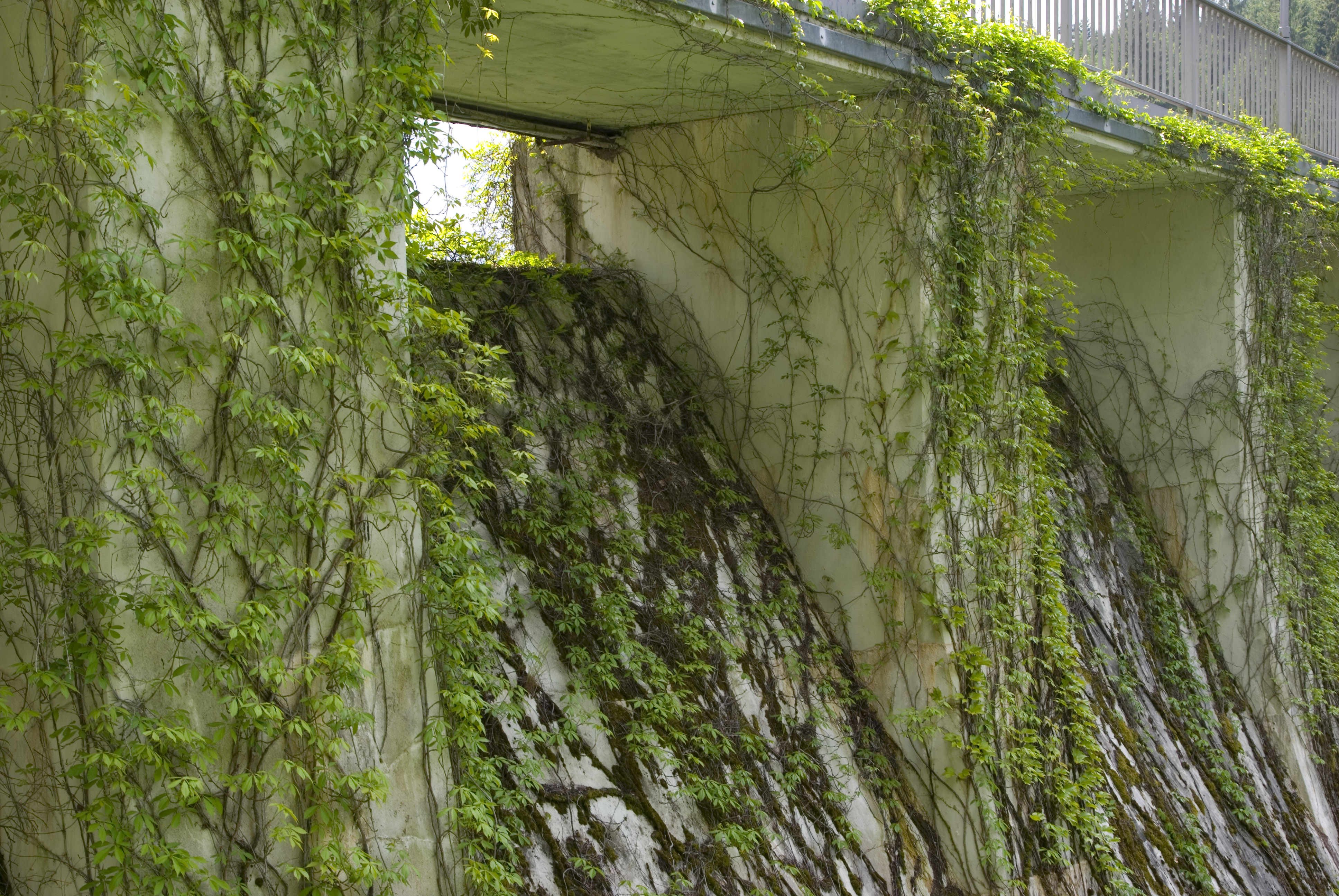
Verwachsenes Wehrfeld

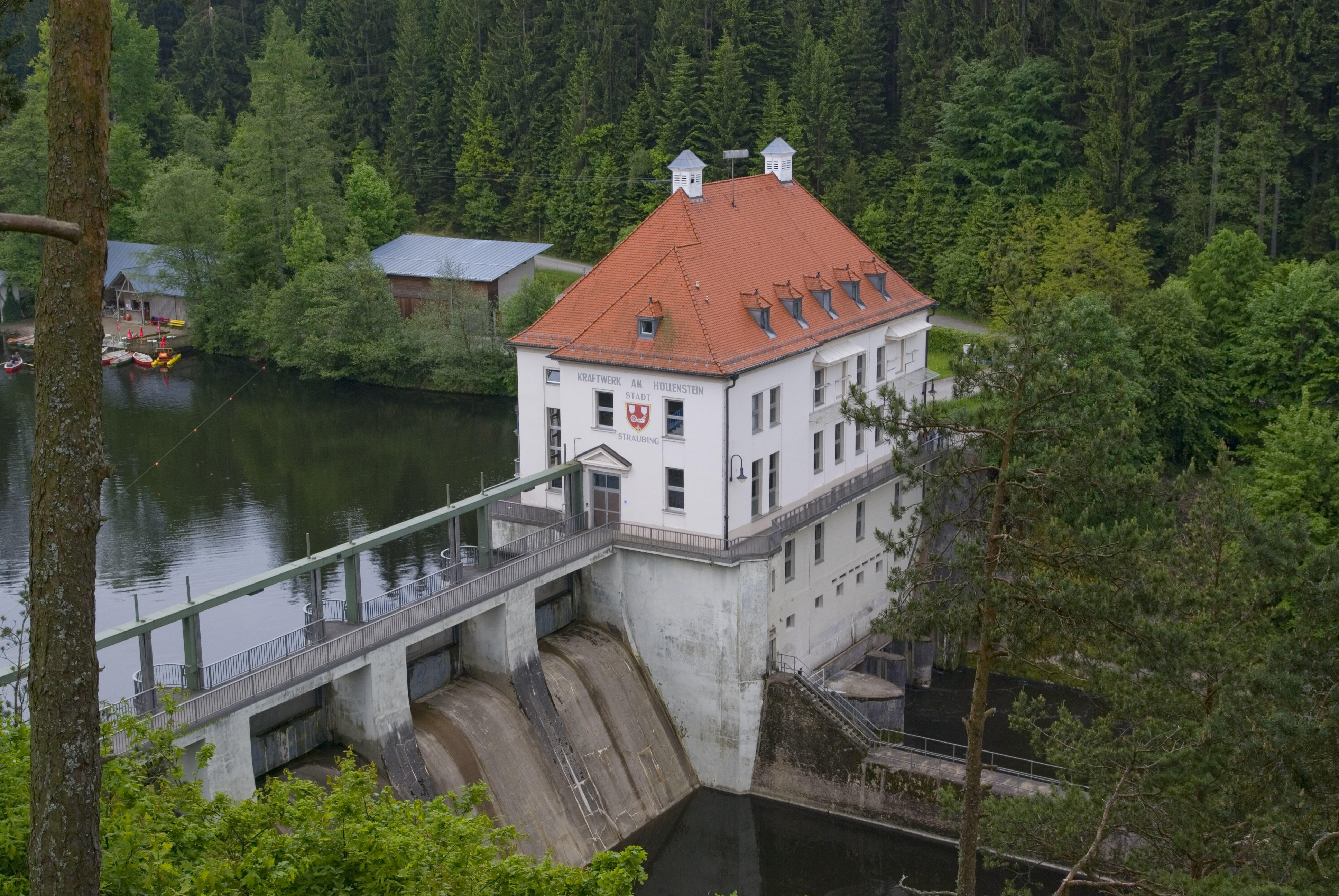
Kraftwerk vom Berg aus gesehen

Die 19,2 Meter hohe Gewichtsstaumauer wurde von der Höllenstein Aktiengesellschaft (HÖLLAG) der Stadt Straubing in der Zeit der Hochinflation begonnen. Die Stadt brauchte ein neues Kraftwerk zur Stromerzeugung. Die Anlage war damals die größte Talsperre Bayerns.

## Stausee
Das Einzugsgebiet ist ein waldreiches Mittelgebirge (70 % Waldbestand) und weist zwischen dem Großen Arber (1456 m) und Viechtach einen Höhenunterschied von rund 1000 Metern auf. Der Untergrund besteht aus Granit und Gneis. Die Einzugsgebietsgröße beträgt bis zur Talsperre Höllenstein 981 km² und bis zur Talsperre Pulling 998 km². Die jährliche Niederschlagsmenge beträgt 1160 mm. Am 13. August 2002, 06:00 Uhr wurde eine Hochwasserspitze von 503 m³/s gemessen. Die minimale Abflussmenge betrug am 11. August 1972 2,2 m³/s.

## Kraftwerk am Höllenstein
Das Höllensteinwerk war ursprünglich als Speicher- und Spitzenkraftwerk konzipiert worden. Nach seiner Fertigstellung wurde es als Laufwasserkraftwerk zur Spitzenstromerzeugung im Schwellbetrieb betrieben. Die drei Francis-Schachtturbinen haben bei einer Ausbaufallhöhe von 12,5 Metern, einer Ausbauwassermenge von je 12,1 m³/s und einer Nenndrehzahl von 250 min−1 eine Leistung von je 1225 Kilowatt. Sie treiben jeweils einen Drehstrom-Synchrongenerator an, der bei Nennspannung 5250 Volt eine elektrische Leistung von 1250 kVA hat. Als Gesamt-Kraftwerksleistung werden 3,4 Megawatt und als jährliches Regelarbeitsvermögen werden 13,5 Millionen Kilowattstunden angegeben.
Von 1960 bis 1963 baute die HÖLLAG zusätzlich das Ausgleichskraftwerk Pulling, wo die Abflussschwankungen, die durch den Schwellbetrieb des Höllensteinwerks entstehen, wieder gleichmäßig in den Schwarzen Regen abgegeben werden. Dabei wird mit zwei Kaplan-Turbinen von je 595 Kilowatt (zusammen rund 1,2 Megawatt) noch einmal Strom erzeugt.

## Ökologie
Die Erholungsfunktion des Höllensteinsees wurde jahrzehntelang durch die Abwässer aus der Papierfabrik Teisnach massiv beeinträchtigt. Abwasserpilze bildeten ausgedehnte Faulschlammbänke und verminderten von 1926 bis 1977 den Stauraum um 1.150.000 m³ (41 %). Um dem großen Problem der Wasserverschmutzung zu begegnen, wurde nach knapp zwei Jahren Bauzeit und einer Investition von 8,5 Millionen DM 1978 von der Papierfabrik eine Ablaugenverbrennung im Wirbelschichtofen in Betrieb genommen, wodurch 95 % der Abwässer vernichtet werden konnten.
Beide Stauseen, Höllenstein und Pulling, bieten zahlreiche Gelegenheiten zum Baden und zum Wassersport. Der Höllensteinsee ist äußerst idyllisch gelegen und ein erholsames Waldgebiet. Vor allem das Pullinger Becken, auch Blaibacher See genannt, wird im Sommer gern als Badesee genutzt. Im Mündungsgebiet des Höllensteinbaches bei der Ortschaft Höllenstein befindet sich ein von Krüppeleichen dominiertes Gebiet, in dem die seltenen Pflanzen Arnika, Weiches Lungenkraut, Leberblümchen und Frühlings-Platterbse sowie die ebenfalls seltenen Tierarten Feuersalamander und Eisvogel vorkommen.
Um die Durchgängigkeit für Fische und andere im Wasser lebende Tiere zu erreichen, wurde in einen vorhandenen, aber ungenutzten Grundablaßstollen eine Fischschleuse mit energetischer Nutzung des Wassers eingebaut. Dieses bisher einzigartige Prinzip wurde mit Bescheid vom 19. Dezember 2013 beim DPMA patentiert.

## Geschichte

Aktie über 100 RM der Kraftwerk am Höllenstein AG vom 30. November 1940

Bereits 1895 gab es von Siemens und Halske erste Pläne für eine Großkraftquelle am Schwarzen Regen, die aber nicht realisiert wurden. Die Überlandwerke Niederbayern GmbH in Landshut stellten am 8. Juni 1922 beim Bezirksamt Viechtach einen Antrag auf Wasserkraftnutzung zur Stromerzeugung am Schwarzen Regen. Im Oktober 1923 war Baubeginn der Talsperre Höllenstein und auch der rund 42 km langen Mittelspannungsleitung nach Straubing. Die Inbetriebnahme des Kraftwerks und der Beginn der Stromlieferung für die Stadt Straubing erfolgten am 14. Januar 1926. 1963 wurde das Kraftwerk Pulling am Blaibacher See als Ausgleichskraftwerk in Betrieb genommen. Der jüngste Wasserrechtsbescheid wurde am 28. Juli 2009 erlassen und ist bis zum Jahresende 2039 gültig.